# Tiracola nonconformens
Tiracola nonconformens là một loài bướm đêm trong họ Noctuidae.